# Crônica Sueca
A Crônica Sueca ou Crónica em Prosa (português europeu) ou Crônica em Prosa (português brasileiro) (em sueco: Prosaiska krönikan) é uma crónica sueca do século XV, escrita em sueco antigo (fornsvenska). Apresenta uma descrição em prosa da História da Suécia desde a personagem bíblica Noé até ao rei Carlos VIII. É uma obra sem valor histórico, mas interessante do ponto de vista de entretenimento e de descrição cultural das ideias da época, refletindo a visão goticista e identificando os Gotas da Suécia (Götar) com os Godos da Europa Continental (Goter).
Trecho da Crónica Sueca, começando com Noé e os seus três filhos Sem, Cam e Jafé, dos quais Jafé recebeu a Europa, e originou os Gotas e estes os Suecos: 
Tha war än en rätwis man j iorderike som heet noe. hwilkin gudh bewarade [‡‡ 2] til menniskiona ökilsse mz hans hustru ok tree # 220 hans söner som heta Sem. cham ok iaphet. Hwilka affödha och äpterkomande förgato och änglana nidherstyrtilse och flodhen som gangen war öffwer alt mankönit och begynthe högfärdhinna torn oppa ena mark som tha kalladis sennar och nw kallas babilionia för hwilka högferdh gudhz hempd ather när war plagandis them mz aathskilt j tungamalen och twedräktlika wardo swa äro the och atskilde j sidhom och landzskapom Och skiptis tha landen och werldinne i tree dela. Ath sem fik Asyam Cham affricam Japhet then första delen som kallas europa och aff honom äro kompne sithe och gethe som langt äpter kalladis götha eller gota och nw kallas swenske the kalladis tha sithe eller swidia som bygde helsingelandh och offwan tywedh och kolmardh Och thä kalladis [göta] som bygde nidhan förnempda skoga och til öraswndh millan österhaffwet och westra.